# Rosyjska Partia w Estonii
Rosyjska Partia w Estonii (est. Vene Erakond Eestis, VEE) – partia polityczna reprezentująca mniejszość rosyjską w Estonii. W wyborach parlamentarnych 2003 i w wyborach parlamentarnych w 2007 zdobyła po 0,2% głosów, nie uzyskując żadnego mandatu w Riigikogu.